# Нова Зимниця (заповідне урочище)
Нова́ Зи́мниця — лісове заповідне урочище в Україні. Розташоване в межах Ріпкинського району Чернігівської області, на північ від села Кратинь. 
Площа 635 га. Статус присвоєно згідно з рішенням Чернігівського облвиконкому від 27.04.1964 року № 236; від 10.06.1972 року № 303; від 27.12.1984 року № 454. Перебуває у віданні ДП «Добрянське лісове господарство» (Ріпкинське л-во, кв. 1-12). 
Статус присвоєно для збереження лісового масиву, у деревостані якого переважають сосна дуб, береза; у домішку — вільха. 